# Перевозчиков, Александр Васильевич
Александр Васильевич Перевозчиков (8 декабря 1923 ― 7 января 2017) ― передовик советского народного образования, руководитель средних школ в городе Кинешма и Волгограде, участник Великой Отечественной войны, почётный гражданин города Кинешмы (2008).

## Биография
Александр Васильевич Перевозчиков родился 8 декабря 1923 года в селе Орлов-Гай Новоузенского уезда Саратовской губернии в крестьянской русской семье. В 1941 году завершил обучение в средней школе в городе Сталинграде.
С 1941 по 1948 годы служил в Красной армии. Участник Великой Отечественной войны. В 1948 году уволен из рядов Советской Армии в запас.
Приехал на постоянное место жительство в город Кинешму. Трудовую деятельность начал комсомольским работником, трудился секретарём комсомольской организации Машзавода имени Калинина, Красноволжского комбината «Томна», а затем был избран секретарём Горкома ВЛКСМ.
В 1953 году завершил заочное обучение в Ивановском педагогическом институте. С 1956 по 1961 годы работал директором новой школы №10 города Кинешмы. Очень много уделял внимание созданию боеспособного творческого коллектива учителей. По его инициативе школьниками была создана организация «Юнстрой», на деньги которого открыли перед школой памятник герою Советского Союза Ю. Смирнову. За развитие военно-патриотической работы был награждён Почётной грамотой ЦК ВЛКСМ.
С 1972 по 1975 годы трудился на партийной работе, был заведующим отдела пропаганды и агитации Кинешемского городского комитета КПСС.
С 1975 по 1978 годы руководил Кинешемским химико-технологическим техникумом.
С 1979 по 1998 годы проживал в городе Волгограде, где продолжил работу в должности директора общеобразовательной школы.
В 1998 году возвратился в Кинешму. Стал работать методистом Станции юных техников. Объединил городские школьные ветеранские организации и возглавил городской Совет ветеранов-учителей. Являлся членом президиума городского и районного совета ветеранов, как участник войны проводил большую работу по патриотическому воспитанию молодёжи.
Решением Кинешемской городской Думы от 25 июня 2008 года удостоен звания "Почётный гражданин города Кинешмы".
Проживал в городе Кинешма Ивановской области. Умер 7 января 2017 года.

## Награды и звания
- Орден Отечественной войны II степеней
- Орден «Знак Почёта»
- другими медалями
- знаком «Почётный ветеран»
- почётной грамотой фонда мира (2008).

- Почётный гражданин города Кинешмы (25.06.2008)

## Память
- На здании школы №10 в Кинешме установлена мемориальная доска в память о заслуженном человеке[3].